# Dziesięć tysięcy liści. Antologia literatury japońskiej
Dziesięć tysięcy liści. Antologia literatury japońskiej – książka autorstwa Wiesława Kotańskiego, wydana w 1961 roku przez Państwowe Wydawnictwo Naukowe. Oprócz wstępu, dającego zarys historii literatury japońskiej (str. 5-42), antologia ta zawiera polskie przekłady fragmentów najbardziej reprezentatywnych utworów klasycznej literatury japońskiej, zarówno poezji, jak i prozy, powstałych między VIII a XIV wiekiem. Każde tłumaczenie poprzedzone jest krótkim omówieniem utworu i zaopatrzone w przypisy.
Drugie wydanie tej antologii ukazało się nakładem PWN w roku 2012.

## Zawartość antologii
W poniższym wykazie podaje się tłumaczenia tytułów autorstwa W. Kotańskiego użyte w tejże antologii, a także wskazuje, jakie fragmenty zostały w książce zamieszczone.
- Kojiki („Kronika dawnych zdarzeń”), trzy fragmenty z księgi I, trzy fragmenty z księgi II
- Fudoki („Opisy zwyczajów i ziem”), fragment z Tango no kuni fudoki
- Nihon-shoki („Kronika japońska”), fragment z księgi IX, fragment z księgi XI
- Man’yōshū („Dziesięć tysięcy liści”), 47 wierszy
- Shoku-Nihongi („Ciąg dalszy Kroniki japońskiej”), dwa edykty cesarskie
- Taketori monogatari („Zbieracz bambusu”), dwa fragmenty
- Kokin wakashū („Pieśni dawne i dzisiejsze”), 56 wierszy
- Engishiki („Kodeks z okresu Engi”), jedno norito
- Ki no Tsurayuki: Tosa nikki („Dziennik z Tosa”), trzy fragmenty
- Ise monogatari („Opowieści z Ise”), siedem opowieści
- Utsubo monogatari („W dziupli”), jeden fragment
- Ochikubo monogatari („Opowieść o Ochikubo”), jeden fragment
- Sei Shōnagon: Makura no sōshi („Notatnik osobisty”), pięć szkiców
- Murasaki Shikibu: Genji monogatari („Genji, czyli cesarska latorośl”), fragmenty czterech rozdziałów; Murasaki Shikibu nikki („Dziennik Murasaki Shikibu”), dwa fragmenty
- Tsutsumi Chūnagon monogatari („Opowieści radcy Tsutsumi”), jedna opowieść
- Sarashina no nikki („Dziennik z Sarashina”), dwa fragmenty
- Konjaku monogatari („Dawno temu…”), dwie opowieści
- Eiga monogatari („Opowieść o rozkwicie”), jeden fragment
- Ōkagami („Wielkie zwierciadło”), jeden fragment
- Shin-Kokin wakashū („Nowy zbiór pieśni dawnych i dzisiejszych”), 24 wiersze
- Kamo no Chōmei: Hōjōki („Zapiski z szałasu”), dwa fragmenty
- Hōnen: Tsune ni ōseraretaru onkotoba („Czcigodne słowa, które stale powtarzał”), osiem fragmentów; Tozanjo („Pismo dla początkujących”), dwa fragmenty; Kurodani shōnin kishōmon („Wyznanie wiary świątobliwego męża z klasztoru Kurodani”), jeden fragment
- Uji shūi monogatari („Opowieści zebrane w Uji”), trzy opowieści
- Hōgen monogatari („Opowieść o okresie Hōgen”), dwa fragmenty
- Heiji monogatari („Opowieść o okresie Heiji”), dwa fragmenty
- Ogura hyakunin isshu („Zbiór z Ogura: Po jednym wierszu od stu poetów”), 26 wierszy
- Heike monogatari („Ród Taira”), cztery fragmenty
- Genpei seisuiki („Zmienne losy Minamotów i Tairów”), jeden fragment
- Nichiren: Risshō ankoku ron („O ustaleniu tego, co słuszne, i uspokojeniu kraju”), jeden fragment; Kaimokushō („Ku rozwarciu oczu”), jeden fragment; Toki ni gozen („Wielebna Siostra Toki”), jeden list
- Abutsu-ni: Izayoi nikki („Szesnasta noc”), jeden fragment
- Kenkō: Tsurezuregusa („Dla rozrywki”), osiem szkiców